# 蠣崎城
座標: 北緯41度10分14秒 東経140度53分26秒 / 北緯41.170540026879度 東経140.89048883193度
蠣崎城（かきざきじょう）は、青森県むつ市川内町蛎崎にあった日本の城。別称錦帯城。

## 概要
男川の河口右岸、殿崎の北に位置し、陸奥湾の出入口を押さえる位置にあり、港湾施設や居館や寺社が設置されている水際から離れた、北側の小高い丘に面する。
特徴的なものとして、山と平地の中間部に東側と西側にそれぞれ居住区間を設けている。
現在は、旧蠣崎小学校の敷地を含む一帯である。

## 沿革
蠣崎城は中世の城で、建武元年（1334年）南部師行の蠣崎目代として配された武田修理大夫の居館で、以後5代120年間にわたり住した。五代蔵人信純の代に蠣崎氏を称したという。（東北太平記）
宝徳3年（1451年）蠣崎蔵人によって拡張工事が行われ、別名、錦帯城ともよばれた。
蠣崎の乱により、13代根城南部氏政経の追討を受け、康正3年（1457年）に陥落したのちに一族新田盛政を城代として南部氏の領地となった。

## 参考資料
- 川内町史編さん委員会『川内町史 原始・古代 中世 近世 編』青森県下北郡川内町（現むつ市）、2005年3月13日。
- 「角川日本地名大辞典」編纂委員会『角川日本地名大辞典 2 青森県』角川書店、1985年12月1日。ISBN 4-04-001020-5。
- （有）平凡社地方資料センター『日本歴史地名大系 第2巻 青森県の地名』平凡社、2002年6月。ISBN 4-582-91021-1。
- 岩手放送『新版 岩手百科事典』岩手放送株式会社、1988年10月15日。